# Paul (bande originale)
Pour les articles homonymes, voir Paul.
Paul - Music from the Motion Picture distribué par Decca ou Paul - Originale Motion Picture Soundtrack distribué par Hip-O Records, est la bande originale du film de science-fiction comique, américano-britannique Paul, réalisé par Greg Mottola en 2011. Cet album comporte les musiques du compositeur David Arnold, entremêlé de chansons entendus durant le film.

## Liste des titres
| 1.    | Opening Sequence                | David Arnold                     | 1:55 |
| 2.    | Another Girl, Another Planet    | The Only Ones                    | 3:00 |
| 3.    | Road Trip Number 1              | David Arnold                     | 0:57 |
| 4.    | Just The Two Of Us              | Bill Withers                     | 3:57 |
| 5.    | Passport                        | David Arnold                     | 1:18 |
| 6.    | Road Trip Number 2              | David Arnold                     | 1:34 |
| 7.    | Flyin Saucers Rock N' Roll      | Billy Lee Riley                  | 2:01 |
| 8.    | Window Shopping                 | David Arnold                     | 0:51 |
| 9.    | Hello It's Me                   | Todd Rundgren                    | 4:19 |
| 10.   | End Of The Road Trip            | David Arnold                     | 1:37 |
| 11.   | Dancing In The Moonlight        | King Harvest                     | 2:56 |
| 12.   | Campfire Confessions            | David Arnold                     | 1:24 |
| 13.   | Got to Give It Up               | Marvin Gaye                      | 6:01 |
| 14.   | A Little Talk With Paul         | David Arnold                     | 1:21 |
| 15.   | I Chase The Devil               | Max Romeo                        | 3:22 |
| 16.   | Chase                           | David Arnold                     | 1:18 |
| 17.   | Cantina Band                    | Syd Masters And The Swing Riders | 3:42 |
| 18.   | You Gotta Try                   | David Arnold                     | 2:51 |
| 19.   | 1st Contact                     | David Arnold                     | 1:19 |
| 20.   | Planet Claire                   | The B-52's                       | 4:32 |
| 21.   | Goodbye (It's A Little Awkward) | David Arnold                     | 4:42 |
| 22.   | All Over the World              | Electric Light Orchestra         | 4:05 |
| 59:00 |                                 |                                  |      |

## Musiques additionnelles
- Outre les titres présents, sur l'album, on entend aussi durant le film les morceaux suivants [3] :
  - Don't Bring Me Down
    - Écrit par Jeff Lynne
    - Interprété par Electric Light Orchestra
    - Avec l'aimable autorisation de Big Trilby Records Inc.

  - Close Encounters of the Third Kind
    - Écrit et interprété par John Williams

  - I Hate to Say Goodbye
    - Écrit par Freddie "LeRoy" Steagall et Al Cantu
    - Avec l'aimable autorisation de Freddie "LeRoy" Steagall

  - Out of Space
    - Par Peter Tosh